# Kimura's salamander
Kimura's salamander (Hynobius kimurae) is een salamander uit de familie Aziatische landsalamanders (Hynobiidae).

## Naamgeving
De soort werd voor het eerst wetenschappelijk beschreven door Emmett Reid Dunn in 1923. Later werd de wetenschappelijke naam Hynobius kimurai gebruikt. In het Japans staat de salamander bekend onder de naam  Hida Sanshōuo (Hida-salamander ; katakana:オオサンショウウオ/kanji:大山椒魚).

## Uiterlijke kenmerken
Kimura's salamander bereikt een lengte van ongeveer 6 tot 10 centimeter. De lichaamskleur is donker tot paarsachtig zwart met vele kleine lichtere gele vlekjes. De grootte van de vlekjes kunnen verschillen maar zijn bij ieder individu ongeveer even groot. De buikzijde is lichter en niet gevlekt. Het is een sterk gedrongen salamander, het lichaam is robuust en rond, de staart, poten en tenen zijn relatief kort. De flanken hebben 13 of 14 costale groeven. Er is verwarring mogelijk met Hynobius naevius, die echter een witte kleur vlekjes heeft die per individu kunnen variëren in grootte. Ook is de staart van laatstgenoemde soort hoger en sterker zijdelings afgeplat.
Kimura's salamander komt voor in Azië en is endemisch in Japan. Het is een typische beekbewoner die leeft in gemengde bossen. De salamander is nachtactief en komt overdag alleen na een regenbui tevoorschijn. Op het menu staan kleine ongewervelden zoals wormen, slakken en spinnen, de larven leven van kleine waterdieren zoals insectenlarven. De vrouwtjes zetten de eitjes af onder ondergedoken stenen in een opvallende, lange en gelatineuze eierzak.